# Morina persica
Morina persica är en kaprifolväxtart. Morina persica ingår i släktet Morina och familjen kaprifolväxter.

## Underarter
Arten delas in i följande underarter:
- M. p. persica
- M. p. turcica

## Bildgalleri

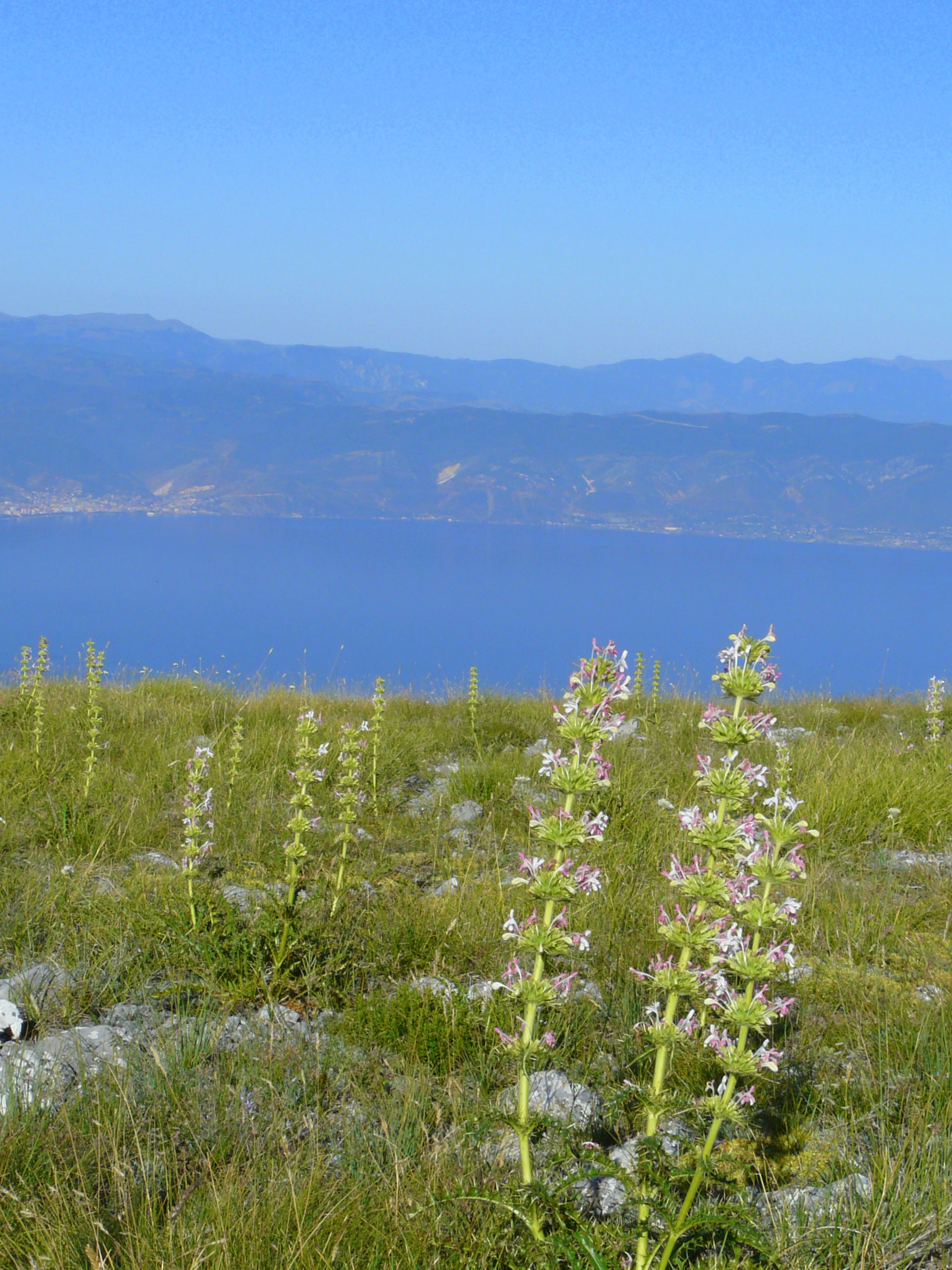
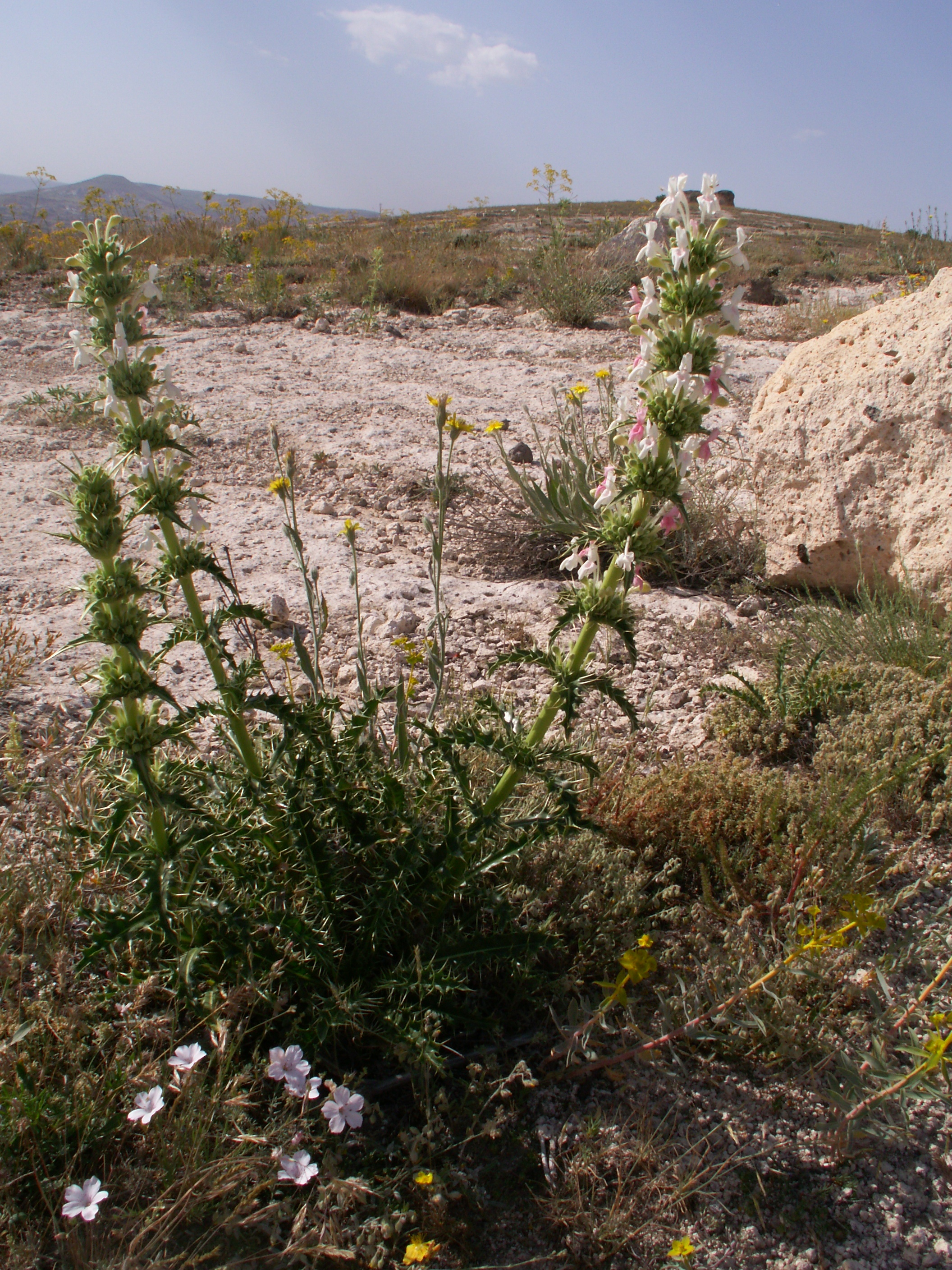
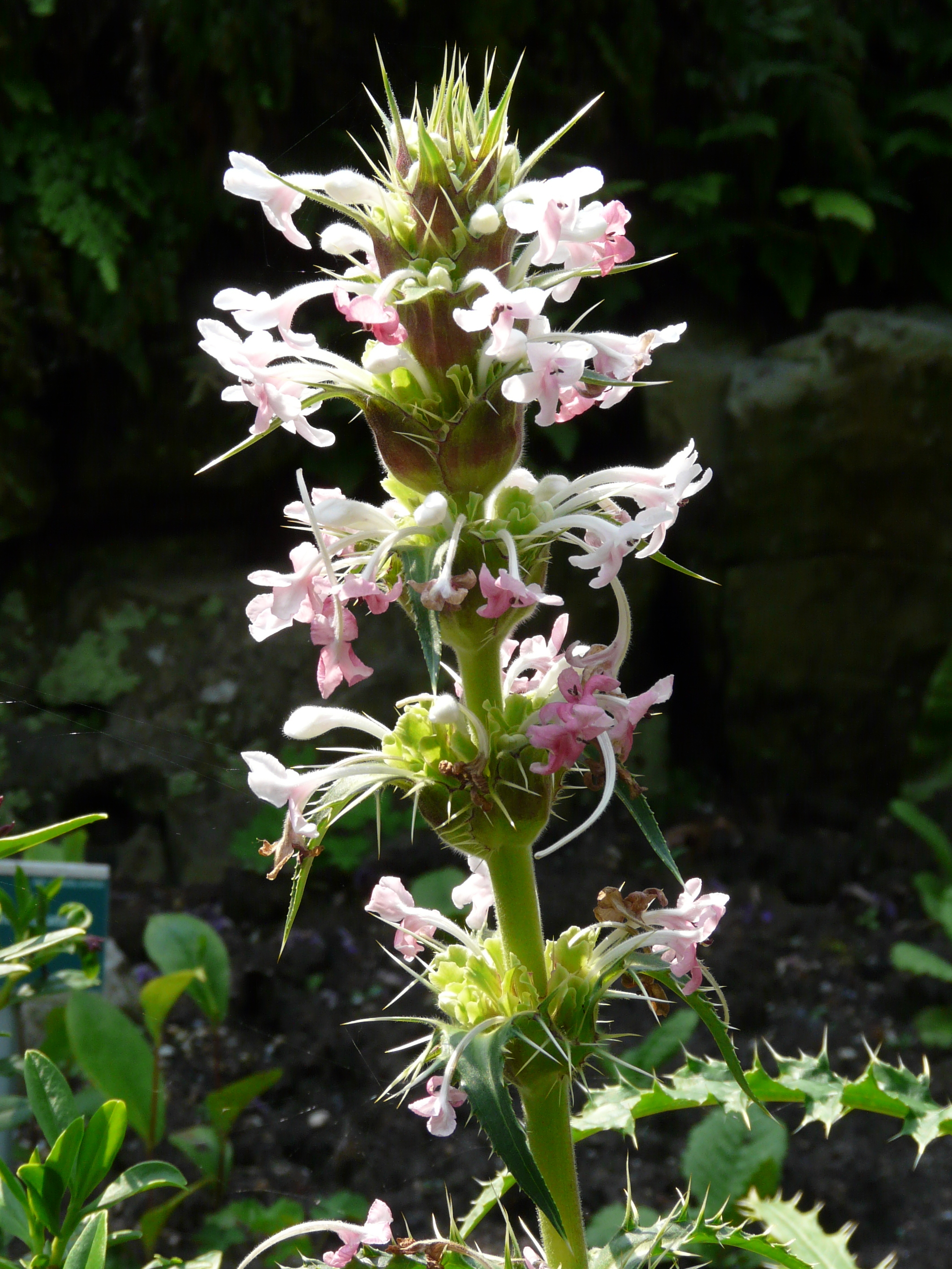
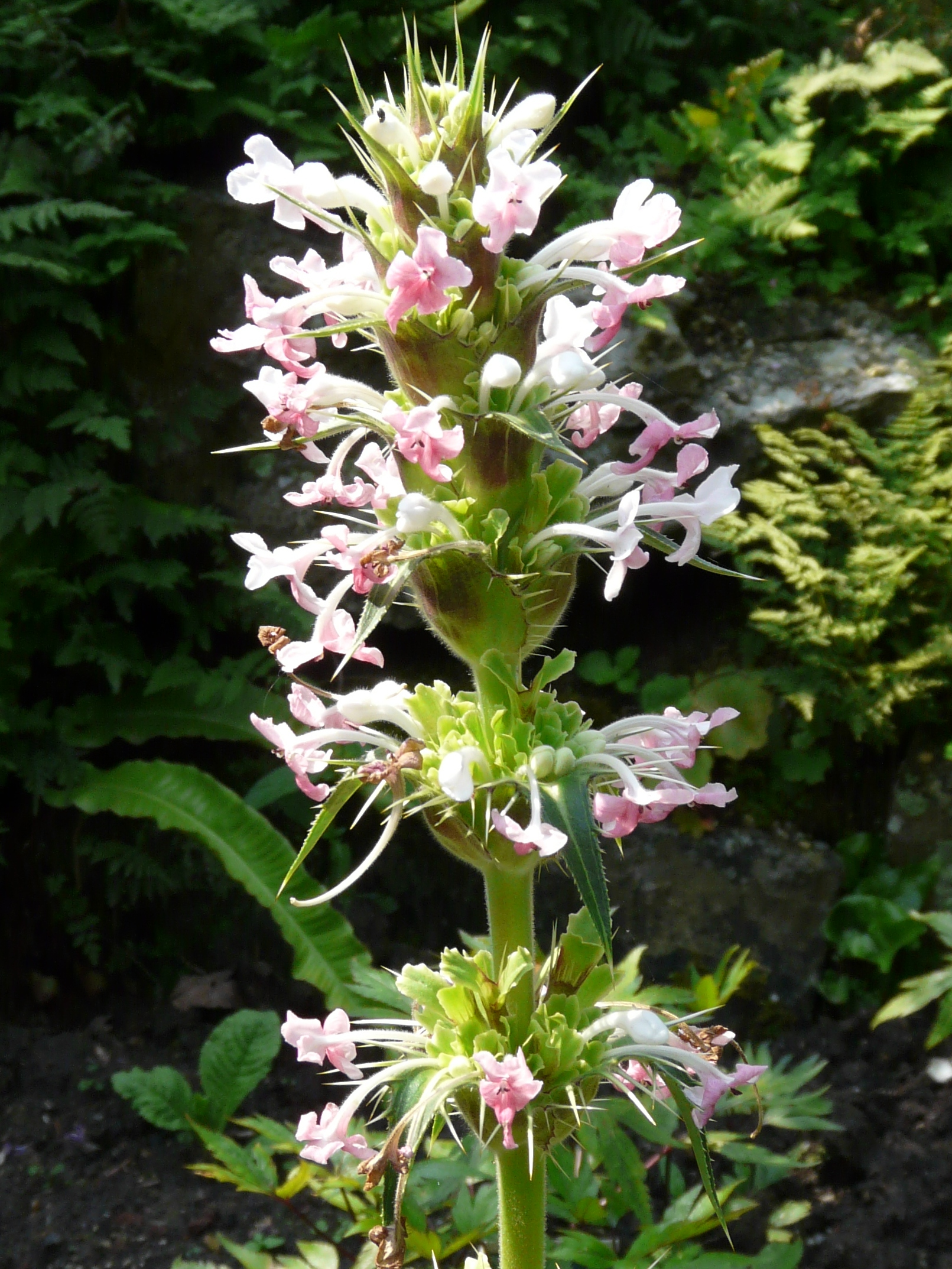